# Forget Me Not (film fra 1922)
Forget Me Not er en amerikansk stumfilm fra 1922 af W. S. Van Dyke.

## Medvirkende
- Irene Hunt som Mary Gordoon
- Will Machin
- Bessie Love som Ann
- Gareth Hughes som Jimmy
- Otto Lederer som Rodolfo
- Myrtle Lind
- Hal Wilson
- Gertrude Claire